# 42 Lisboa
A 42 é uma escola de programação fundada em Paris em 2013 por Xavier Niel e financiada através de um donativo do filantropo francês de 75 milhões de euros. Desde então, expandiu-se para 20 cidades em 4 continentes, estando prevista a abertura de mais 10 campus até ao final de 2020, incluindo Lisboa.
O primeiro pilar da 42 é a inclusividade, sendo o programa totalmente gratuito para os alunos. Para que isto seja possível, é financiada cada campus é financiada por um ou vários mecenas. Em Lisboa conta com o Banco Santander, Vanguard Properties,Banco Santander e a empresária sino-americana Ming C. Hsu como parceiros fundadores. Tem ainda o apoio da BI4ALL, Amaral y Hijas, Família Alves Ribeiro e Fundação José Neves, criada pelo fundador da Farfetch, com o objetivo de apoiar projetos na área da educação e tecnologia.
A candidatura à escola não exige qualquer diploma, nível académico, ou experiência de programação. O único requisito para se candidatar 42 Lisboa é ter pelo menos 17 anos, e as candidaturas online estão abertas 365 dias por ano. A primeira fase do processo de seleção passa pela realização de dois jogos online que avaliam o raciocínio lógico e a capacidade de trabalhar sob pressão. O primeiro teste dura 4 minutos, seguido de um outro de 2 horas. Nas 48h seguintes, cada candidato sabe se passou à fase seguinte: um bootcamp intensivo de um mês conhecido como a “Piscine”.
Uma vez selecionados, os alunos têm um período máximo de 5 anos para completar o curso. A aprendizagem é totalmente presencial e recorre a entreajuda entre os pares. Os alunos avançam no programa desenvolvendo projetos, ganhando pontos e passando de nível. Não há professores, não há horários, não há aulas: cada um é responsável pela sua própria evolução, por definir o seu ritmo. Em média, os alunos demoram 3 anos e meio a completar os 21 níveis, e 80% recebe uma proposta de trabalho ainda antes de o concluir.
O campus da 42 Lisboa é na Penha de França e vai estar aberto 24 horas por dia, sete dias por semana. Em Portugal a 42 está a ser desenvolvida pela Shaken not Stirred, por Pedro Santa Clara e pela equipa que liderou o projeto do novo campus da Nova SBE em Carcavelos.
O nome de 42 é uma referência ao livro de ficção científica The Hitchhiker's Guide to the Galaxy escrito pelo autor britânico Douglas Adams: no livro 42 é a "Resposta à questão fundamental da vida, do universo e de tudo".

## História

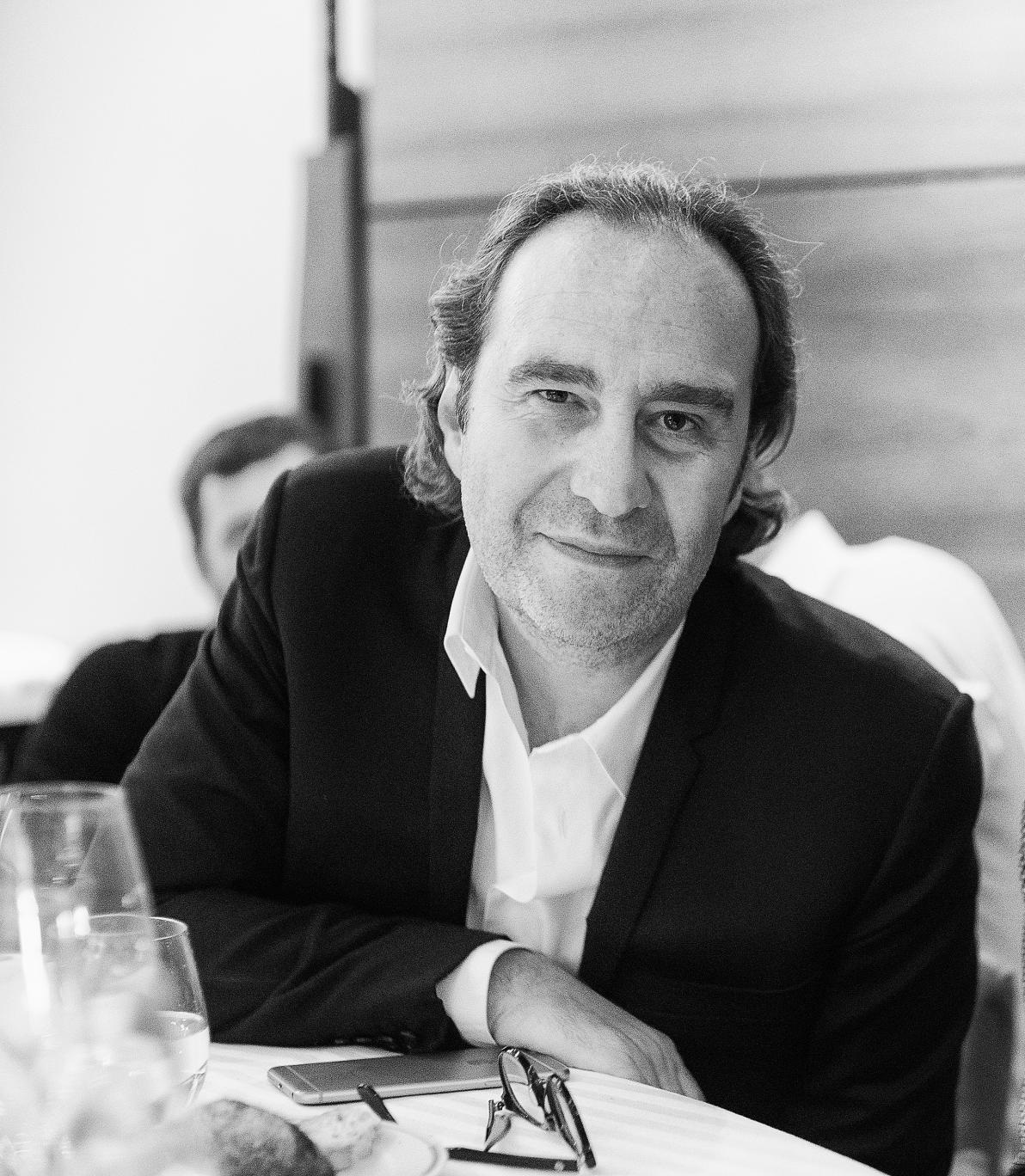
Empreendedor e empresário francês Xavier Niel quem criou e financiou a 42

Anunciada em 26 de março de 2013, a 42 Paris abriu as portas pela primeira vez a 15 de julho de 2013, recebendo os primeiros candidatos à “Piscine”.
Os alunos que passaram nas primeiras 'Piscines' começaram o programa em novembro de 2013.
Num editorial em 2013, Xavier Niel apresentou a 42, justificando a necessidade de uma escola disruptiva, inclusiva e tecnológica tendo em conta o estado do sistema de educação francês.
"Hoje, o sistema francês não funciona. Está preso entre, de um lado o Ensino Público, que oferece formação que não está alinhada com o que o mundo de negócios precisa, mas é gratuita e acessível para as massas. E de outro lado as Universidades Privadas (écoles privées), caras, onde a formação é bastante qualitativa, mas deixa de lado o maior número de talentos, e até génios, que poderíamos encontrar em França."
Em 17 de maio de 2016, a 42 anunciou a abertura de um segundo campus em Silicon Valley, Fremont, Califórnia, também este financiado por Xavier Niel. Desde então, surgiram diferentes mecenas interessados em promover a abertura de outros campus da 42, hoje presente em mais de 20 países. Corinne Vigreux foi a fundadora da Codam – 42 Amesterdão, a Fundação Telefónica garante o financiamento de vários campus da 42 em Espanha, e o OCP Group promoveu a implementação dos dois campus da 1337 – 42 Marrocos.

## Campus e o Custo

### Campus de Lisboa
A 42 Lisboa ocupa três pisos de uma antiga tipografia na Rua Neves Ferreira nº13, na freguesia de Penha de França, em Lisboa.
O campus, inaugurado em Outubro de 2020, está aberto 24 horas por dia 365 dias por ano, onde os alunos têm acesso a salas com computadores, cozinha, espaços de convívio e um terraço com vista sob Lisboa.

### Custo
A escola é totalmente financiada por mecenas, não sendo cobrado qualquer valor aos alunos antes, durante ou depois do programa.

## Candidatura e Admissão
Os candidatos têm apenas de ter pelo menos 17 anos para submeter a sua candidatura Não sendo necessário qualquer diploma, média ou experiência.
O processo de seleção começa com dois testes online de memória e lógica, que têm como objetivo avaliar a apetência para o candidato aprender a programar.
Cerca de 40% dos candidatos que realizam os testes online passam à fase seguinte, conhecida como a "Piscine". Esta consiste numa imersão de 4 semanas no campus da 42 Lisboa para conhecer a cultura e modelo de aprendizagem da 42, e aprender as bases de programação, desenvolvendo projetos maioritariamente em C.

## Modelo de Aprendizagem
A 42 não tem aulas teóricas ou professores. Não tem horários pré-definidos ou manuais. Os alunos realizam projetos propostos pela equipa pedagógica e têm total liberdade – e responsabilidade - para organizar o seu tempo.
A escola está aberta 24 horas por dia, 7 dias por semana, 365 dias por ano, sendo promovido responsabilidade de comunidade e de entreajuda. Os alunos desenvolvem assim a capacidade de comunicação e de trabalhar em equipa.
Cada projeto de um aluno é avaliado por outros alunos. Quando a avaliação é negativa, o aluno tem a oportunidade de repetir o projeto – tantas vezes quantas precisar. Quando a avaliação é positiva, o aluno passa ao nível seguinte, e desbloqueia novos desafios.
Durante os primeiros níveis, os alunos seguem um plano de projetos pré-definido pela equipa pedagógica. A partir do nível 13 cada aluno tem a liberdade de escolher os projetos que mais o motivam, podendo especializar-se em diferentes áreas, de Data Analytics, Artificial Intelligence, Web Security, 3D, entre muitas outras.
De forma a garantir que os conteúdos são bem apreendidos pelos alunos, o programa da 42 inclui a realização de dois estágios profissionais, em que cada aluno tem que aplicar os conceitos desenvolvidos ao longo do programa.

## Outras Escolas 42
- 42 Lyon (Lyon, França - criada em 2017)
- 19 (Bruxelas, Bélgica - criada em 2018)
- CODAM(Amesterdão, Holanda - criada em 2018)
- 1337(Khouribga, Marrocos - criada em 2018 e Ben guerir, Marrocos - criada em 2019)
- 21 (Moscovo, Russia - criada em 2018)
- Hive (Helsínquia, Finlândia - criada em 2019)
- 42 Madrid (Madrid, Espanha - criada em 2019)
- 42 Sao Paulo (Sao Paulo, Brasil - criada em 2019)
- 42 RIO (Rio de Janeiro, Brasil - criada em 2019)
- 42 Seoul (Seul, Coreia do Sul - criada em 2019)